# كريل منفرج الجبهة
كريل منفرج الجبهة (الاسم العلمي:Thysanopoda obtusifrons) هو نوع من المفصليات يتبع جنس كريل مهدب القدم من الفصيلة الكريلية.